# Castianeira atypica
Castianeira atypica là một loài nhện trong họ Corinnidae.
Loài này thuộc chi Castianeira. Castianeira atypica được Cândido Firmino de Mello-Leitão miêu tả năm 1929.